# Birgit Mandel
Birgit Mandel (* 1963) ist Professorin für Kulturmanagement und Kulturvermittlung und leitet den Masterstudiengang Kulturvermittlung an der Universität Hildesheim.

## Leben
Mandel studierte Kulturpädagogik in den Schwerpunktfächern Theater, Literatur und Bildende Kunst an der Universität Hildesheim. Als Mitarbeiterin im Studiengang Kulturwissenschaften und ästhetische Praxis der Universität Hildesheim mit Schwerpunkt Kulturmanagement promovierte sie 1995 mit einer Arbeit zum Thema »Wunschbilder werden wahr gemacht. Aneignung von Urlaubswelt durch Fotosouvenirs am Beispiel deutscher Italientouristen der 50er und 60er Jahre«. Sie übernahm Lehraufträge an der Universität der Künste Berlin, der Universität Wien, der Hochschule der Künste Helsinki und Belgrad. Sie war in unterschiedlichen Praxisfeldern des Kulturmanagements tätig, unter anderem im Marketing für die Berliner Festspiele GmbH, den Berliner Kultursenat, die Bar jeder Vernunft Berlin und die bundesweite GmbH Wissenschaft im Dialog. Seit 2007 ist sie Professorin für Kulturmanagement und Kulturvermittlung am Institut für Kulturpolitik der Universität Hildesheim und Studiengangsbeauftragte für die Studiengänge Kulturwissenschaften und ästhetische Praxis B.A. und Kulturvermittlung M.A.
Sie hat diverse Forschungsprojekte an der Schnittstelle von Kulturvermittlung, kultureller Bildung, Audience Development, Kulturmanagement und Kulturpolitik und einige Besucherstudien und Bevölkerungsbefragungen durchgeführt.
Forschungsprojekte in den Bereichen Audience Development, Kulturnutzerforschung, Kultur-PR und Kulturmarketing, Veränderungsprozesse von Kulturinstitutionen, Cultural Leadership, Cultural Entrepreneurship, Theorie des Kulturmanagements, Kulturtourismus und Kulturvermittlung. Sie ist Herausgeberin der Forschungs-Website kulturvermittlung-online.de.

## Veröffentlichungen
- Veränderungen im Cultural Leadership durch neue Generationen von Führungskräften? Ergebnisse einer Befragung von älteren und jüngeren Führungskräften in öffentlichen Kultureinrichtungen in Deutschland. Hildesheim Universitätsverlag 2018, DOI: 10.18442/823
- Arts/Cultural Management in International Contexts. Results of a research on the views of arts/cultural managers around the world regarding their profession, working conditions, current challenges, required competencies, and training opportunities. Hildesheim University/Olms Verlag Hildesheim 2017.
- (Hrsg.) Teilhabeorientierte Kulturvermittlung. Diskurse und Konzepte für eine Neuausrichtung des öffentlich geförderten Kulturlebens. Bielefeld 2016
- mit Thomas Renz (Hrsg.): Mind the gap? Zugangsbarrieren zu kulturellen Angeboten und ein kritischer Diskurs über Konzeptionen «niedrigschwelliger» Kulturvermittlung. Hildesheim/Berlin 2014, kostenloser Download unter: www.kulturvermittlung-online.de
- Interkulturelles Audience Development. Zukunftsstrategien für öffentlich geförderte Kultureinrichtungen. Bielefeld 2013
- Tourismus und Kulturelle Bildung. Potentiale, Voraussetzungen, Praxisbeispiele und empirische Erkenntnisse. München 2012
- PR für Kunst und Kultur. Handbuch für Theorie und Praxis. Bielefeld 2012, 3. Auflage
- (Hrsg.) Jahrbuch für Kulturmanagement seit 2009, im Auftrag des Fachverbandes für Kulturmanagement. Bielefeld
- (Hrsg.) Audience Development, Kulturmanagement, Kulturelle Bildung. Konzeptionen und Handlungsfelder der Kulturvermittlung. München 2008
- Die Neuen Kulturunternehmer. Ihre Motive, Visionen und Strategien. Bielefeld 2007
- (Hrsg.) Kulturvermittlung. Zwischen kultureller Bildung und Kulturmarketing. Eine Profession mit Zukunft. Bielefeld 2005

## Mitgliedschaften
- Gründungsmitglied des Fachverbandes für Kulturmanagement in Forschung und Lehre Deutschland, Österreich und Schweiz
- Vizepräsidentin der Kulturpolitischen Gesellschaft Bonn
- Aufsichtsratsmitglied der Kulturprojekte Berlin GmbH
- Kuratoriumsmitglied der Commerzbank Stiftung
- Beiratsmitglied Schriftenreihe Forschung Kulturelle Bildung der Bundesvereinigung kulturelle Jugendbildung